# بیرگیت شوتز
بیرگیت شوتز (انگلیسی: Birgit Schütz؛ زادهٔ ۸ اکتبر ۱۹۵۸) قایقران روئینگ اهل آلمان شرقی بود.